# Ring Raiders
Ring Raiders ist eine US-amerikanische Zeichentrickserie, basierend auf einer gleichnamigen Actionspielzeugreihe der Firma Matchbox. In Deutschland erschien des Weiteren eine „Ring Raiders“-Hörspielreihe der Firma Ariola Express.
Der Name der Reihe begründet sich auf der Beschaffenheit der Spielzeuge, die im Kern aus kleinen Flugzeugmodellen (je ca. 3-4 cm lang) der Helden und Schurken bestanden, die, zur besseren Handhabung beim Spiel mit ihnen, auf Plastikringe montiert waren. Neben den regulären Jägern beinhaltet die Reihe auch großformatige Spielsets, die den Charakteren als Rückzugspunkte und Operationsbasen dienen.

## Handlung
Im Jahre 1989 erschienen, spielt die Handlung der Cartoon-Serie zehn Jahre später, also Ende der 90er (damals folglich ein Zukunftsszenario). Die Welt steht wieder einmal an der Schwelle des globalen Krieges. Hervorgerufen haben diesen Eklat die Machenschaften der sogenannten Skull Squadron, eine Horde von gewissenlosen Kampfpiloten, die ihren Ländern und Befehlshabern den Rücken gekehrt haben und mit ihren gekaperten Prototyp-Maschinen Luftangriffe und Raubzüge auf internationale Ziele fliegen. Doch nicht nur schnöder Mammon, auch die Weltherrschaft zählt zu den erklärten Zielen der Schurken um den finsteren Commander Scorch.
Die internationale Staatengemeinschaft stellt sich dieser eklatanten Bedrohung durch das Formieren der Ring Raiders, einem gut finanzierten Verbund der besten Elite-Piloten der Welt, die sich mit hochgerüsteten Jägern auf neustem Stande der Technik von ihrer Weltraumbasis, der Air Carrier Justice, den Verbrechern der Skull Squadron entgegenwerfen. Das Kommando der Verteidiger der zivilisierten Welt hat ein amerikanischer Ausnahmeflieger inne: Victor Vector, Held aus Überzeugung und stets Herr der Lage.
Den erhofften, kommerziellen Erfolg brachten die Ring Raiders ihren Schöpfern und Rechteinhabern rückblickend in keinem ihrer Erscheinungsformate ein. Die deutschen Hörspiele sowie die amerikanischen Comic- und Cartoon-Reihen erfuhren somit bereits nach wenigen Volumes ihre frühe Einstellung und auch die Absatzzahlen der international vertriebenen Spielzeugreihe blieben weit hinter den Erwartungen von Matchbox zurück und verschwanden somit ebenfalls relativ rasch wieder aus den Regalen der Geschäfte. Somit reicht die Geschichte der Ring Raiders kaum über ihr Entstehungsjahr 1989 hinaus.

## Die Charaktere und ihre Flugzeuge

### Die Ring Raiders
Victor Vector
Victor Vector ist der Anführer der Ring Raiders und führt in fast allen ihrer Einsätze das Oberkommando im Feld. Zu Beginn seiner Karriere war er einst Testpilot für die US-Streitkräfte, bis er mit der Gründung der Ring Raiders betraut und zu deren Kommandanten sowie dem Oberbefehlshaber über die gigantische Basis Air Carrier Justice berufen wurde. Er ist es auch, der eingangs das Auswahlverfahren für die Staffeln der Ring-Raiders-Staffeln oblag. Im Luftkampf steuert er die „Victory-1“, eine technisch getunte und hochgezüchtete Variante der F-19 Stealthfighter, die mit ihren Hochleistungstriebwerken und der effizienten Abschirmung sogar in der Lage ist bis in den Weltraum vorzudringen.
Yuri Kirkov
ist Russe und war ehemals der Stolz der sowjetischen Luftwaffe. Im Verlaufe des Vietnamkrieges wurde er jedoch abgeschossen und ergab sich letztendlich den Amerikanern, zu deren Seite er schließlich sogar überlief. Yuri ist ein ernster Geselle, der den strengen und straffen Militärstrukturen der russischen Streitkräfte entsprang. Oft kann der zurückhaltende Russe somit nicht umhin, sich von den lockeren Hierarchiehandhabungen und Vorgehensweisen seiner Ring Raiders etwas befremdet zu fühlen. Zu den Funktionen des bekennenden Perfektionisten gehört die Einweisung und Schulung von Neulingen in der Staffel. Auf den Leitplanken seiner hochgezüchteten F-4 Phantom II kann der Feind den Namen „Kirkov's Comet“ lesen. Nicht selten auch das Letzte, was sie sehen.
Yinsu Yakamura
war Pilot eines Sternenjägers, einer Kampfeinheit des Jahres 2235, bevor er von Vector und den Ring Raiders auf einer Zeitreise-Mission (Die Air Carrier Justice ermöglicht dies) rekrutiert wurde. Hochintelligent und technisch begabt, ist der japanischstämmige Flieger nicht nur bestens vertraut mit der Technologie des 20. Jahrhunderts, sondern steuert als inoffizieller Cheftechniker auch immer wieder nützliche Verbesserungen zu den Maschinen der Staffel bei. Yinsu zeichnet sich des Weiteren durch das in seinem Kulturkreis übliche Ehrgefühl aus und wagt auch die selbstmörderischsten Aktionen und Manöver, um sich und seinem Team den Sieg zu sichern. Sein „Samurai Flyer“ ist eine aufgemotzte Grumman X-29, die neben anderer Computertechnik mit einem Holo-System ausgestattet ist, das dem Gegner suggeriert, er habe es statt mit einem Kampfflieger gleich mit einer vollzähligen Staffel zu tun.
Joe Thundercloud
Schon am Namen ist zu erkennen, dass Thundercloud zu den Nachfahren der amerikanischen Ureinwohner zählt. Er verdiente seine Sporen für die Air Force im Kampfeinsatz in Korea. Joe ist kein Mann vieler Worte, doch ein strategisch und taktisch fähiger Krieger. Ein Grund für seine Kameraden, seinen Worten stets Gehör zu schenken, wann immer er doch einmal die Stimme über den Äther erhebt. Immer hochkonzentriert und auf das Ziel fokussiert scheint der Indianer zudem oft fast schon instinktiv zu ahnen, wo der feindliche Flieger im Luftraum schwebt. Sein technisch aufgewerteter North American F-86 Sabre Kampfbomber, die „Arrowhead“, ist mit ihren Spezial-Sidewinder-Raketen ein gefährlicher Gegner. Zumal sie durch ein einmaliges Boostsystem zu kurzzeitigen Extremgeschwindigkeitsschüben in der Lage ist.
„Cub“ Jones
Wie sein Flügelmann Yakamura ist auch Cub eine Anwerbung aus einer anderen Zeitepoche. Seine ersten Luftkämpfe focht der erst 16-Jährige somit in den dunklen Tagen des Zweiten Weltkrieges aus, bevor er von Vector und den Ring Raiders für ihre Einheit rekrutiert wurde. In puncto fliegerischem Talent kann der junge Heißsporn jedoch mühelos mit seinen älteren Kollegen mithalten, seine ungestüme Art und oft unüberlegtes Verhalten zeugen jedoch davon, dass er noch etwas Lebenserfahrung zu erwerben hat, was nicht selten Probleme für die Ring Raiders nach sich zieht. Als Ring Raider fliegt Jones eine modifizierte Northrop F-5 Interceptor, die „Sky Tiger“. Deren tödlichster Vorteil ist das Raketenangriffs-System „Tiger Claw“, das fünfundzwanzig Raketen gleichzeitig abfeuern und computergesteuert, unfehlbar und ohne Ausnahme in ein vom Piloten gewähltes Ziel lenken kann. Kombiniert mit dem übersprühenden Talent und Wagemut des Piloten eine absolut tödliche Waffe, vor der selbst Scorch sich denkbar in Acht nehmen muss.
Max Miles
Max, der älteste Ring Raider, ist sowohl Vaterfigur für Victor Vector als auch der Kopf der Spionageabteilung der Ring Raiders. Er befehligt die Valor-Wing-Staffel der Ring Raiders. Der durchgehend überlegt und erfahren agierende Veteran geht durchaus und nicht selten Risiken ein, um im Rahmen seines Jobs an die begehrten Feindinformationen zu kommen, solange er sie auch nur für ansatzweise kalkulierbar hält. Sein sarkastischer Sinn für Humor und seine raubeinige Art machen ihn unter den Raiders zu einem beliebten Zeitgenossen. Miles hat etliche Jahre als Pilot absolviert und nahezu kein Flugmanöver, kein Schachzug sind im fremd. Wenn der ergraute „Vater“ der Ring Raiders seine SR-71 Blackbird (die er „Knight Fighter“ getauft hat) in den Luftraum erhebt, sollte sich die Skull Squadron somit vorsehen. Miles Abschüsse füllen ganze Bücher und der erprobte Kämpe zögert nie, dieses Register noch um die eine oder andere Position zu erweitern. Und wer es tatsächlich doch wagt, dem inoffiziellen Mentor der Ring Raiders an den Karren zu pissen, der kann sicher sein sich zeitnah im multiplen Kreuzfeuer ganzer Staffeln wiederzufinden.
„Never“ Evers
Ein extrovertierter Selbstdarsteller, der keinen Hehl daraus macht, dass er sich uneingeschränkt für den besten Piloten unter Gottes Sonne hält. Obgleich somit ein leicht Verrückter, ist Evers doch ein wertvoller Flieger für die Ring Raiders. Denn wo immer Andere aufgrund zu großer Risiken abwinken, ist „Never Evers“ zur Stelle und stürzt sich da in die Bresche, wo’s brennt. Gefahr ist für ihn, der sich für nahezu unbesiegbar hält, ein Fremdwort. Feinde sind in seinem Denken nur Kanonenfutter für seine Bordgeschütze und Werkzeug seiner Selbstprofilierung. Seine gepimpte F-16 trägt somit nicht zu Unrecht den Namen „Fearless falcon“. Auch die Skull Squadron hat sich vor Evers Jäger und seinem spleenigen Charakter vorzusehen. Denn wer den eigenen Tod für schlicht unmöglich hält und damit sämtliche Risiken ignoriert, fliegt wie der Teufel und einen äußerst nervösen Abzugsfinger hat, den sollte man sich tunlichst vom Heckruder halten.
„Salty“ Salton
Salty ist ein launischer Zeitgenosse, den die Ring Raiders während einer Zeitreise in den Wirren des Zweiten Weltkriegs auflesen. Der Ex-Inhaber eines Flugzirkuses und passionierte Kampfflieger hat wohl im Laufe seines Lebens mehr über Luftkampf und Flugzeuge vergessen, als die meisten Ring Raiders je gewusst haben. Sein egomanischer Charakter lässt ihn unabbringbar an der Ansicht festhalten, dass alleine seine persönlichen Fliegereigenschaften die Lösung aller Probleme verhießen, womit er seinen Kameraden oftmals extrem auf die Nerven geht. Als Ausgleich dazu sind seine Luftkampffertigkeiten aber wirklich über jeden Zweifel erhaben und schon viele der Skull-Squadron-Mitglieder mussten vor ihm chancenlos die Segel streichen. Da macht es auch nichts, dass er sich beharrlich weigert, seine archaische F4U Corsair aufzugeben. Nun, zumindest erlaubte er den Mechanikern der Ring Raiders immerhin, das altersschwache Fluggerät von anno dazumal soweit aufzupeppen, dass es in Geschwindigkeit und Wendigkeit annähernd modernen Jets gleichkommt. Und noch ein nettes Extra haben die Techniker der „Sea Dragon“ durch diesen Umbau beschert: Saltys Flugzeug spuckt nun auf sein Geheiß einen alles versengenden Feuerstrahl über die überraschten Feinde.
Baron von Claudeitz
Der deutsche Freiherr war einer der ersten Kampfpiloten der Geschichte und schlug seine Schlachten bisher vorwiegend im Ersten Weltkrieg. Der unleugbare Militarist und Luftkampfkünstler verspottet die Technikabhängigkeit seiner Kameraden und fliegt trotz allem guten Zureden immer noch mit seiner, wenngleich technisch aktualisierten, Fokker Dr.I in die Schlacht. Dem Baron (der wohl eine Hommage an die real existente Fliegerlegende Manfred von Richthofen sein sollte) blieben allerdings lediglich vereinzelte Auftritte in der Cartoonserie vergönnt. In der Spielzeugreihe, den Comicheften oder den Hörspielen fand er keine Erwähnung.
Duffy
Duffy ist ein gutmütiger erfahrener Flieger, die gute Seele der Ring Raiders-Staffel. Er ist zeitweise etwas tollpatschig und wird von den anderen Piloten immer etwas belächelt, in ernsten Situationen kann man sich auf ihn aber trotzdem oft verlassen. Er ist zudem der väterliche Freund des jungen Cub Jones. (Anmerkung: Duffy ist ein Charakter, der nur in der Hörspielreihe vorkommt).
Jenny Gail
Die einzige Frau im Tross der Ring Raiders. In ihren Eigenschaften als Ärztin und Pilotin war sie einst in Vietnam für die Vereinigten Staaten im Einsatz, nun kämpft auch sie unter dem Kommando Victor Vectors. Jenny gerät sich des Öfteren mit von Claudeitz ins Gehege, der unabbringbar die Meinung vertritt, dass Frauen im Krieg allgemein und im Luftkampf insbesondere Nichts verloren hätten. Obgleich sie nur einen Helikopter (die „Nightingale“) fliegt, schafft sie es doch immer wieder, den angreifenden Jets der Gegner mit geschickten Flugmanövern die Butter vom Brot zu nehmen. Wie schon „von Claudeitz“ ist Gail ein exklusives Erzeugnis der Cartoon-Reihe.
- Operationsbasis: Die Air Carrier Justice

Die Air Carrier Justice hat die Gestalt eines gigantischen Zweiflüglerflugzeuges und gleicht in ihrer Bauart der Gestalt eines Jumbojets. Im Hauptkorpus befinden sich die Truppenquartiere, Wohnräume und die Kommandozentrale sowie die Lager für Ausrüstung und Munition. In den Flügelbereichen sind gigantische Hangars untergebracht, von denen aus die Maschinen der Ring Raiders starten, aber auch gewartet werden. Das Oberdeck ist folglich eine gigantische Start- und Landepiste, ausgestattet mit Flugzeug-Katapulten sowie diversen Abwehrgeschützen. Die Air Carrier Justice ist dem Kommando Victor Vectors unterstellt und kann nicht nur in den Weltraum vordringen, sondern auch die Grenzen von Raum und Zeit verlassen.

### Die Skull Squadron
Scorch (bürgerlich Stanley Smith)
Stanley Smith ist ein ehemaliger Testpilot. Aufgrund sträflicher Ignoranz und technischer Nachlässigkeiten seiner Vorgesetzten wurde er beim Test eines neuen Jetprototyps durch eine Fehlfunktion an Gesicht und Arm lebensgefährlich verbrannt und schrecklich entstellt. Obgleich ihn das Militär mittels experimenteller Biomechanik letztlich vor dem Tode errettete, wurde Smith über die mit dieser Modifikation einhergehenden Schmerzen und seine tiefe Verbitterung wahnsinnig. Als „Scorch“ kaperte er eine neuartig getunte Saab Viggen, die „Scorch's Torch“, die sowohl über eine Anzahl elektronischer Störsender als auch über diverse Brandgeschosse verfügt. Scorch gründete nachfolgend die Skull Squadron und strebt seitdem mit dieser unter seinem Kommando die Weltherrschaft an. Victor Vector ist sein persönlicher, erklärter und aus tiefster Seele gehasster Erzfeind.
(Nach der Hörspielreihe verläuft Scorchs Vita anders: In dieser wird er als Donald Winski benannt und dank einer experimentalen Behandlung seitens des Militärs immun gegen die Einwirkungen von Schusswaffen sowie Feuer)
Hubbub
Wer des verplanten Punkers erstmals ansichtig wird, kann wohl kaum seine mannigfaltigen Talente erahnen. Denn hinter Nieten-Lederjacke, Irokesenschnitt und starkem Slang verbirgt der verrückte Punkrocker einen genialen Geist. Nicht nur Computerprogramme sind sein erklärter Spielplatz. Auch mit Stimmimitationen sät der Chaot Verwirrung beim Feind und hat seinen diebischen Spaß daran. Aber auch wenn offene Luftkämpfe nicht sein erklärtes Steckenpferd sind: Nichts hebt dem durchgeknallten Anarchisten den Adrenalinpegel so wie ein guter, bleihaltiger „Dogfight“. Hubbub steuert im Luftkampf die „Zapmaster“, eine getunte Mirage III hat der Wacko mit einer elektrischen Schockvorrichtung versehen, die Vector und den seinen wortwörtlich „die Haare zu Berge stehen“ lässt.
Black Jack
Er ist der Spezialist der Skull Squadron, wenn es an Nachtmissionen geht. Denn seine in Eigenregie umgebaute Hawker Siddeley Harrier, genannt „Battle Bird“, verfügt über eine bis dahin einmalige Nachtsichtausstattung, die ihm auch da noch glasklare Sicht auf die Umgebung beschert, wo andere im Dunkeln tappen. Zudem ist sein Jet mit einer Unzahl von durchschlagskräftigen Geschützen beladen, von denen Scorchs Gefolgsmann auch nur zu gerne Gebrauch macht. Denn Black Jack ist Luftkampf-Fanatiker durch und durch und geht selbst solche Risiken ein, die jeder normale Pilot bei klarem Verstand als puren Irrsinn abtun würde.
Bevor er enttarnt wurde, war er Leutnant bei den US-Streitkräften und spionierte die Ring Raiders in Scorchs Auftrag aus.
Wraither
Wer oder was genau Wraither ist, das weiß wohl selbst sein Befehlshaber Scorch nicht hundertprozentig genau. Der unheimliche Geselle, der stets in einem elektromechanischen Ganzkörperpanzer auftritt, teilt mit Scorch aber zumindest eines in jedem Falle: Er ist abgrundtief böse und vertrieb sich einst die Zeit im Zweiten Weltkrieg damit, ohne Grund und wahllos Piloten zum Kampf zu stellen und abzuschießen. Dabei machte er keine Unterschiede zwischen den diversen Kriegsparteien. Ein derartig beeindruckend destruktives Potential war für Scorch allemal Grund genug, den unheimlichen Piloten für seine Truppe zu rekrutieren. Auch wenn unter den Squadron-Fliegern hinter vorgehaltener Hand das geraunte Gerücht besagt, dass sich hinter seinem durchweg geschlossenen Helmvisier definitiv kein menschliches Antlitz verbirgt. Für diese Vermutung sprechen auch die Eigenschaften der „Galopping Ghoul“, Wraithers umgebauter P-51 Mustang, die ganz nach Belieben ihres unheimlichen Piloten im Luftraum umherteleportieren zu können scheint.
Cutthroat
Der Spion der Skull Squadron macht seinem Kampfnamen in jeder Hinsicht zweifelhafte Ehre. Er ist ein Meister der Tarnung zu Luft sowie zu Lande, und nicht selten wird er vom Gegner erst dann bemerkt, wenn es bereits zu spät ist. Als listiger Investigateur wagt Cutthroat jeden Einsatz, selbst Spionagen an Bord der Air Carrier Justice sind ihm keine Unmöglichkeit. Doch auch im Luftkampf ist er ein ernstzunehmender Gegner und folgt auch in luftigem Höhen seinem Grundcredo: „Besser den Feind lautlos von hinten erschlagen, als ihm im ehrenvollen Gefecht zu unterliegen.“ Cutthroat fliegt im Luftkampf die „Bayonet“, eine aufgebohrte F-19 Stealthfighter.
Chiller
Ein schleimiger, hinterhältiger Charakter, dessen Vergangenheit im Dunkeln liegt. Doch selbst Scorch und die seinen sind sich sicher, dass er in dieser gewiss nicht gerade Friedensnobelpreise gesammelt hat. Chiller folgt der Prämisse „Jeder ist sich selbst der Nächste“. Zwar folgt er der Skull Squadron und Scorchs Kommando. Würde sich die Situation aber je nennenswert zu deren Ungunsten verkehrt, dürfte wohl keiner seiner Spießgesellen mehr auf Hilfe dieses selbstsüchtigen Außenseiters zählen. Denn Chiller ist bar jeden Mitleids und eiskalt. Letzteres ist wörtlich zu nehmen, denn sein F-104 Starfighter, die „Icemachine“, feuert gefährliche Kältestrahlen ab, die jedem Flugzeug Antrieb und Leitwerke vereisen können und Gegner wahrlich „eiskalt erwischen“.
Mako
Der Russe Mako ist ein kaltblütiger, berechnend agierender Kämpfer mit diabolischem Spaß am Töten. Einst war er unter Sowjetflagge der Flügelmann von Yuri Kirkov, bis er sich von seinem Heimatland ab und den Machenschaften Scorchs zuwandte. Der bestens trainierte Mörder ist der Staffel-Spezialist, wenn es an maritime Missionen geht. Dazu prädestiniert ihn nicht zuletzt auch die Ausstattung seiner „Sea Hunter“, die über ein neuartiges, auch aus der Luft einsetzbares Sonar verfügt. Zudem ist seine aufgemotzte MiG-29 zu einem Amphibium umgebaut, was es ihm möglich macht auch unter Wasser zu agieren.
Shooter
Ein Revolverheld der Lüfte, der alten Wild-West-Philosophie „Erst schießen, dann fragen“ verpflichtet. Die „Sixgun“, seine modifizierte A-10 Thunderbolt II, strotzt diesem Credo gemäß auch vor Bewaffnung und manche seiner Waffengefährten beschwören Shooter könne selbst ein ganzes Geschwader mit seinem präzisen Kugelhagel mühelos vom Himmel fegen. Und man ist geneigt ihnen zu glauben, zudem sein Geschoss von einem Flugzeug aufgrund einer Booster-Vorrichtung in Sekunden Geschwindigkeiten bis Mach 2 erreichen kann.
Siren
Siren ist das einzige weibliche Mitglied der Skull Squadron. Ihre aufgewertete MiG-25 ist mit einem unikaten Schallwaffen-Equipment versehen, das feindliche Jäger mit seinen Vibrationswellen mühelos in handliche Stücke zerpflücken kann. Siren taucht ausschließlich in der Cartoonreihe auf. Weder in der Toyreihe, noch in den Hörspielen oder den Comicheften hatte sie Auftritte.
- Operationsbasis: Die Skull Squadron Mobile Base

Die Skull Squadron Mobile Base war einst als eine innovative, mobile Raumstation der internationalen Staatengemeinschaft geschaffen worden, bevor sie von Scorch und seinen Leuten gekapert und okkupiert wurde. Rein optisch ist Scorchs Mobile Base wesentlich unspektakulärer als Vectors Basis. Der runde, schwarze Klotz enthält aber alles, was der Luftkampf-Bösewicht von heute so für den Alltag braucht. Diverse Start- und Landeschächte, Hangars, Abwehrkanonen, Administrations- und Aufenthaltseinheiten, Lagerräume sowie eine zunftgerecht bitterbös' schwarze Lackierung, verziert mit dem Staffellogo. Um von irdischen Sensoren und Radars nicht erfasst werden zu können, verstecken der Hasardeur und seine Helfershelfer ihre Basis gerne im Schatten des irdischen Mondes. Genauso wie ihr Schwester- und Nachfolgeschiff, die Air Carrier Justice, kann die Skull Squadron Mobile Base nicht nur im All und Luftraum operieren, sondern ist ebenso zu Zeitsprüngen fähig.

## Verwandte Flugzeuge
Die Ring-Raiders-Serie bediente sich einer Reihe real existenter Kampfflugzeuge datierend vom Ersten Weltkrieg bis hinein in die damalige Gegenwart der späten 1980er-Jahre. Doch auch futurisierte Abwandlungen der Maschinen sind nicht selten. Ausgenommen der rein fiktionalen Basen und des F-19 Stealth Fighters basierten aber alle Designs auf real existenten Flugzeugen.
Trotz der Angabe ein Querschnitt der besten Kampfflugzeuge aller Zeiten zu sein beschränkte sich die Flugzeugwahl der Ring Raiders und ihrer Opponenten aber fast ausschließlich auf westliche, vornehmlich US-amerikanische Jägertypen.
In der Spielzeugreihe verwandte, real existente Flugzeuge:
- P-51 Mustang
- F4U Corsair
- F-86 Sabre
- F7U Cutlass
- F-104 Starfighter
- F-4 Phantom II
- F-5 Tiger II
- F-16 Falcon
- A-10 Thunderbolt II
- SR-71 Blackbird
- X-29
- Harrier
- Mirage III
- Saab Viggen
- MiG-29 Fulcrum

Die Cartoon-Serie verwandte des Weiteren auch Flugzeuge, die in der Spielzeugreihe selbst nicht vorkamen, sowie die F6F Hellcat, die B-58 Hustler, die BAE Hawk, die Fokker Dr.I, die MiG-21, die MiG-25, die Tu-22 und die A6M Zero.

## Die Hörspiele
In Deutschland brachte die Firma Ariola Express parallel zum Erscheinen der Spielzeugreihe eine Hörspielreihe zu Ring Raiders auf den Markt. Die Geschichten sowie der Grundplot decken sich dabei allerdings nicht mit denen der Cartoon-Version. Auch ein eingängiges Titellied in deutscher Sprache wurde eigens für diese Veröffentlichung komponiert. Als Titelbilder der Kassetten verwandte Ariola hauseigen geschaffene Zeichnungen zum enthaltenen Stoff.

### Episodenindex der Hörspielreihe
1. Angriff der Skull Squadron
2. Einsatz in der Vergangenheit
3. Scorchs Meisterplan
4. Blackjack, der Verräter
5. Thundercloud, der Sendbote
6. Hubbub, der Meisterdieb

### Liedtext zum deutschen Titellied der Hörspielreihe
Refrain:
Ring Raiders, Keiner kann so fliegen
Ring Raiders, wir werden immer siegen
Ring Raiders, Keiner kann uns stoppen
Strophe:
Wir sind schneller als die Vögel (Ring Raiders)
Sind schneller als der Schall (Ring Raiders)
Wir sind schneller als das Böse
Sind einfach überall
Schneller als das Licht (Ring Raiders)
Das Böse entkommt uns nicht